# Gila Finkelstein
Gila Finkelstein (hebr.: גילה פינקלשטיין, ur. 22 września 1950 w Tel Awiwie) – izraelska polityk, w latach 2003–2006 poseł do Knesetu z listy Narodowej Partii Religijnej.
W wyborach parlamentarnych w 2003 dostała się do izraelskiego parlamentu. W szesnastym Knesecie pełniła funkcję zastępcy przewodniczącego parlamentu.